# Colotois rufolineata
Colotois rufolineata là một loài bướm đêm trong họ Geometridae.